# 6 januari
6 januari is de 6de dag van het jaar in de gregoriaanse kalender. Hierna volgen nog 359 dagen (360 dagen in een schrikkeljaar) tot het einde van het jaar.

## Gebeurtenissen
- Algemeen
  - 1839 - De Night of the Big Wind, een zware storm, trekt over Ierland.
  - 2017 - Op het vliegveld Fort Lauderdale-Hollywood International Airport worden 5 personen doodgeschoten en raken 13 anderen gewond.

- Infrastructuur
  - 1974 - Laatste autoloze zondag in Nederland.[1]

- Kunst en cultuur
  - 2024 - Het Taalmuseum in Leiden sluit de deuren vanwege geldproblemen. Het museum is in 2016 opgericht door de Universiteit Leiden en de gemeente Leiden om de kennis te vergroten over de impact van taal op de maatschappij.[2]

- Media
  - 1955 - De Katholieke Radio Omroep zendt het eerste kinderprogramma op de Nederlandse televisie uit: ‘Opstand in de kribbe', een toneelspel van de Volendammer Pé Mühren over rebellerende beelden in een kerststal.
  - 2025 - De eerste aflevering van Nieuws van de Dag is uitgezonden.
- Oorlog
  - 1781 - Op de Royal Square in Saint Helier op het Kanaaleiland Jersey verslaan de Engelsen de Fransen in de Slag om Jersey. Zowel de Britse aanvoerder majoor Peirson als de Franse aanvoerder baron De Rullecourt komen om het leven.

- Politiek
  - 1579 - De Unie van Atrecht wordt opgericht.[1]
  - 1912 - New Mexico ratificeert de Grondwet van de Verenigde Staten van Amerika en treedt toe tot de Unie als 47ste staat.[1][3]
  - 1929 - Proclamatie van het koninkrijk van Joegoslavië.
  - 1941 - Amerikaans president F.D. Roosevelt spreekt zijn Four Freedoms-speech uit.
  - 1951 - Mebyon Kernow, de partij voor de belangen van Cornwall, wordt opgericht.
  - 1977 - 242 intellectuelen in Tsjecho-Slowakije ondertekenen het manifest Charta 77 waarin ze onder meer toepassing van de mensenrechten eisen.[1]
  - 1983 - Aan de Thais-Cambodjaanse grens worden vluchtelingen beschoten door Vietnamese troepen die het bewind in Phnom Penh steunen.
  - 1992 - Staatgreep in Georgië onder leiding van Tengiz Kitovani, Dzjaba Ioseliani en Tengiz Sigoea komt ten einde. President Zviad Gamsachoerdia ontvlucht het land, het parlement wordt buitenspel gezet en een Militaire Raad neemt de macht over.
  - 1994 - In de Togolese hoofdstad Lomé vallen bij aanvallen door gewapende mannen volgens het leger veertig doden, van wie dertig aanvallers, zeven militairen en drie burgers. De regering stelt een avondklok in.
  - 1999 - Het Amerikaans Congres opent een impeachmentproces tegen president Bill Clinton.[1]
  - 2021 - Aanhangers van de Amerikaanse president Donald Trump bestormen het Capitool.[4] Er vallen 5 doden.
  - 2022 - Tientallen doden, 3000 aanhoudingen bij protesten in Kazachstan tegen het beleid van president Kassym-Jomart Tokajev.

- Religie
  - 754 - Paus Stephanus II zalft de Frankische koning Pepijn III in de Kathedraal van Saint-Denis. Hij verleent hem de titel van patricius Romanorum.
  - 1964 - Tweede ontmoeting tussen Paus Paulus VI en Patriarch Athenagoras I in het gebouw van het Grieks-orthodox Patriarchaat van Jeruzalem.
  - 2019 - In Nederland ondertekenen honderden orthodox-protestantse predikanten een anti-lhbti-pamflet. Ze onderschrijven daarmee de Nashvilleverklaring uit 2017. Tweede Kamerlid Kees van der Staaij van de SGP zorgt voor commotie omdat zijn handtekening er ook onder staat.
  - 2025 - Simona Brambilla wordt benoemd tot prefect van het Dicasterie voor Instituten van Gewijd Leven en voor Gemeenschappen van Apostolisch Leven en is daarmee de eerste vrouwelijke leider van een departement van de Romeinse Curie.[5]

- Sport
  - 1993 - Zwemster Franziska van Almsick brengt in Shanghai het wereldrecord op de 100 meter vrije slag kortebaan (25 meter) op 53,46.
  - 2019 - Fred Rutten is aangesteld als nieuwe trainer bij RSC Anderlecht.
  - 2022 - Novak Djokovic is de toegang tot Australië ontzegd vanwege problemen rond de vaccinatievrijstelling. De nummer 1 van de tenniswereld en titelverdediger van de Australian Open wil niet bekendmaken of hij gevaccineerd is tegen COVID-19 en dat is wel verplicht in Australië op dit moment.
  - 2024 - In Bischofshofen (Oostenrijk) wint de Oostenrijker Stefan Kraft de vierde wedstrijd van de 72ste Vierschansentournee. De Japanner Ryōyū Kobayashi wordt tweede en dat is voldoende voor de eindoverwinning in de Vierschansentournee.[6]

- Wetenschap en technologie
  - 1714 - Henry Mill krijgt een octrooi op de schrijfmachine.[1]
  - 1838 - Samuel Morse en Alfred Vail geven de eerste demonstratie van hun telegraaf.[1]
  - 1907 - In Rome opent Maria Montessori haar eerste school waar ze haar didactische hervormingsplannen wil verwezenlijken.
  - 1968 - Lancering van NASA's Surveyor 7 ruimtesonde naar de maan.[7]
  - 1984 - De eerste in-vitrovierling wordt geboren in Melbourne (Australië).[1]
  - 2024 - Premier Narendra Modi van India maakt bekend dat het Aditya-L1 ruimtevaartuig een baan rond het Lagrangepunt L1 tussen de Zon en de Aarde, de eindbestemming, succesvol heeft bereikt.[8][9]

## Geboren

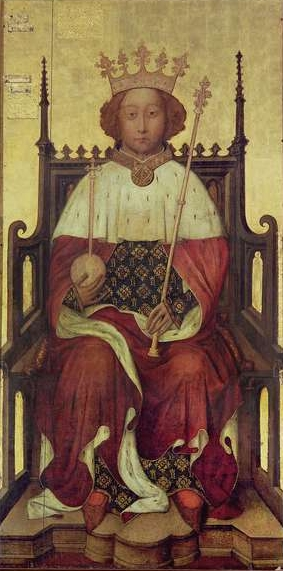
Richard II van Engeland
geboren in 1367

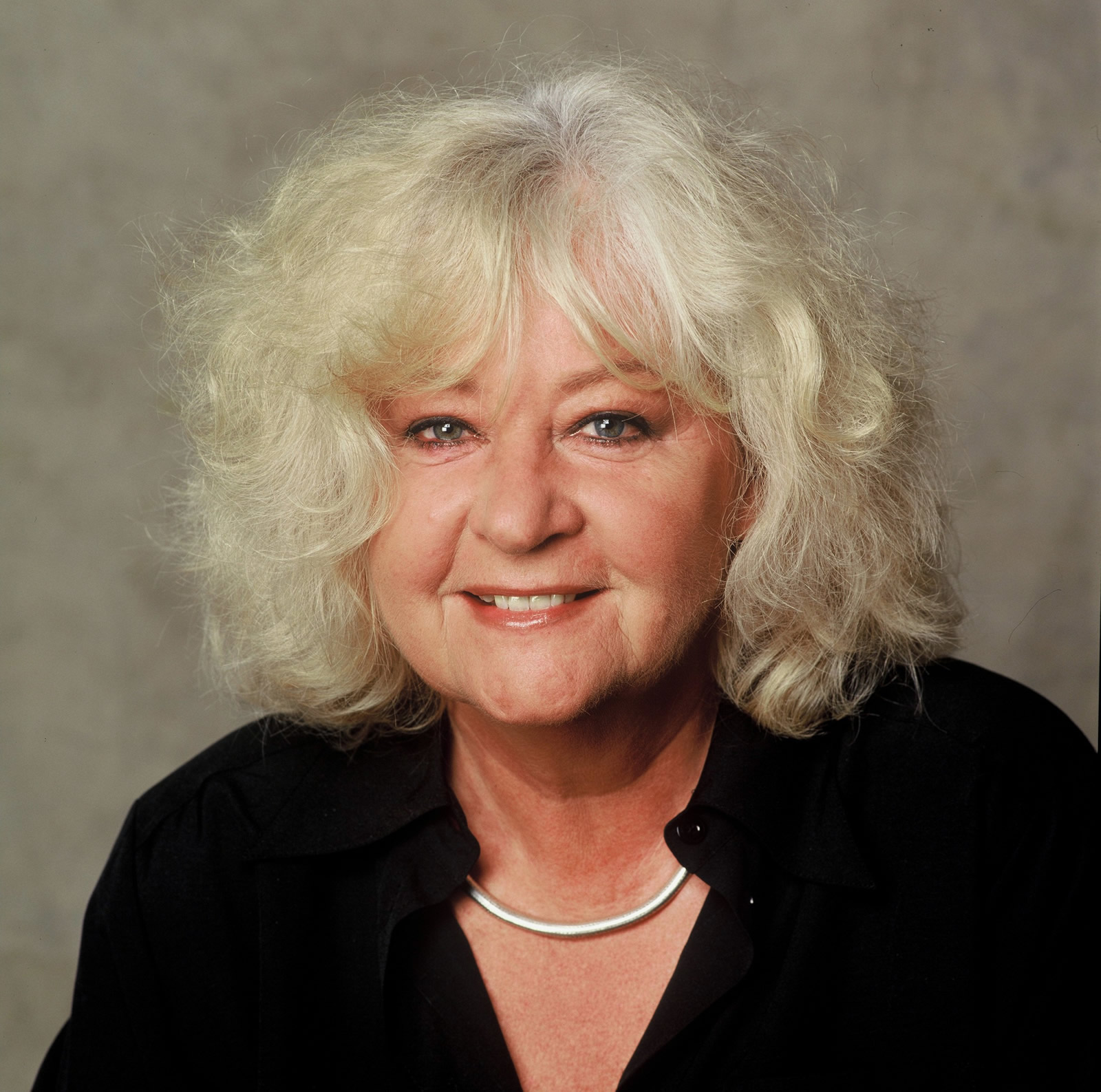
Anja Meulenbelt
geboren in 1945

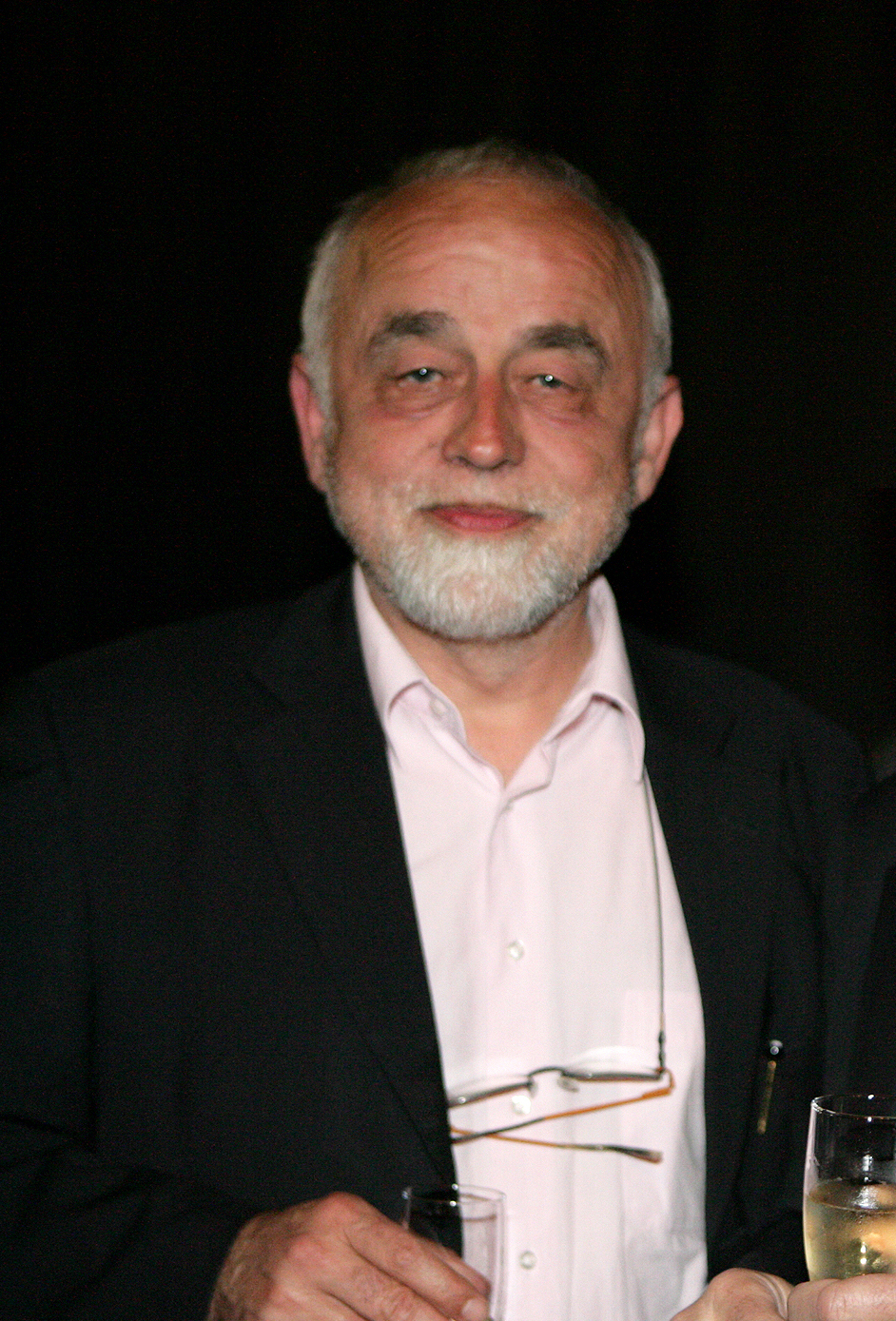
Jan Peumans
geboren in 1951

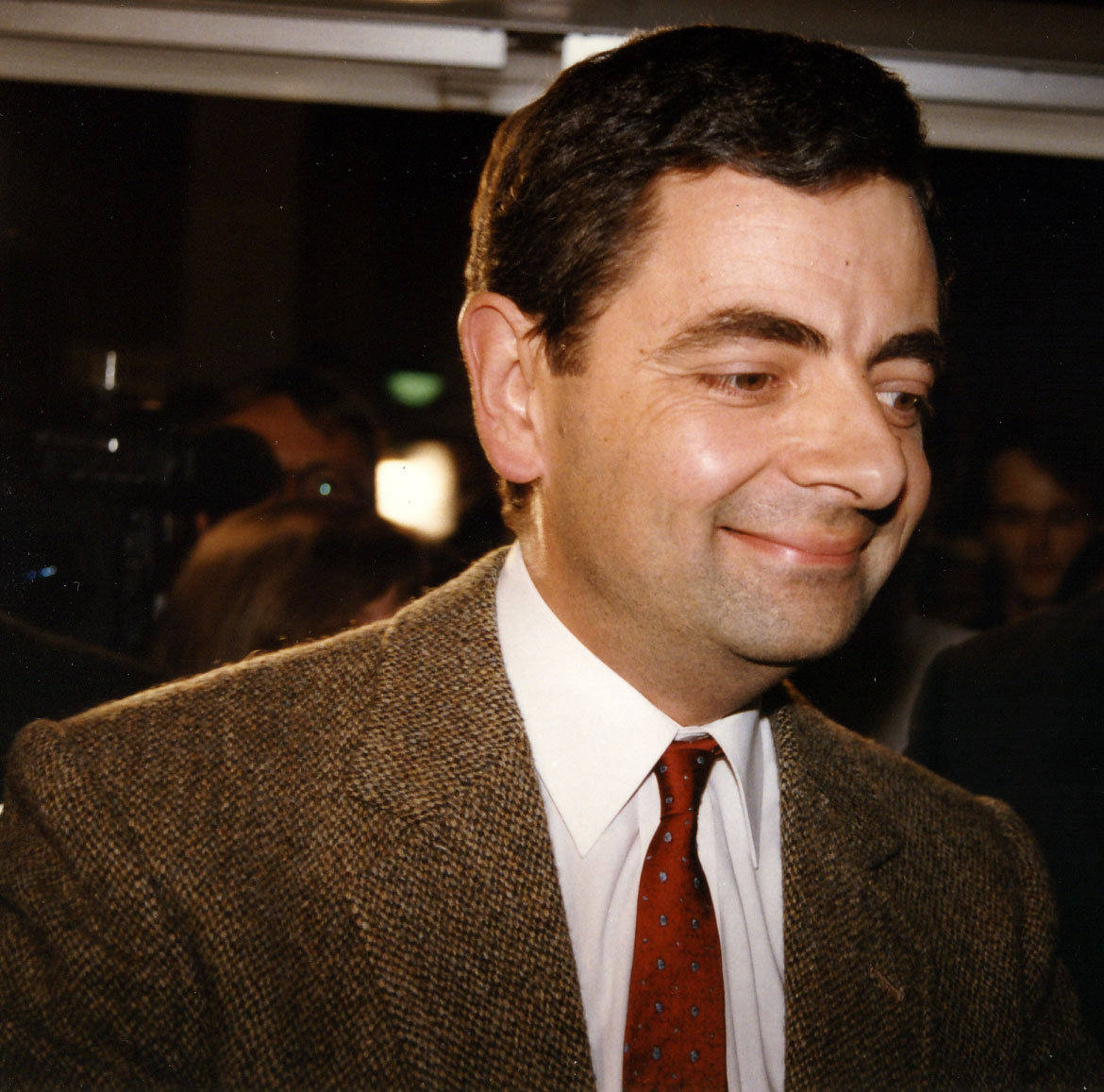
Rowan Atkinson
geboren in 1955

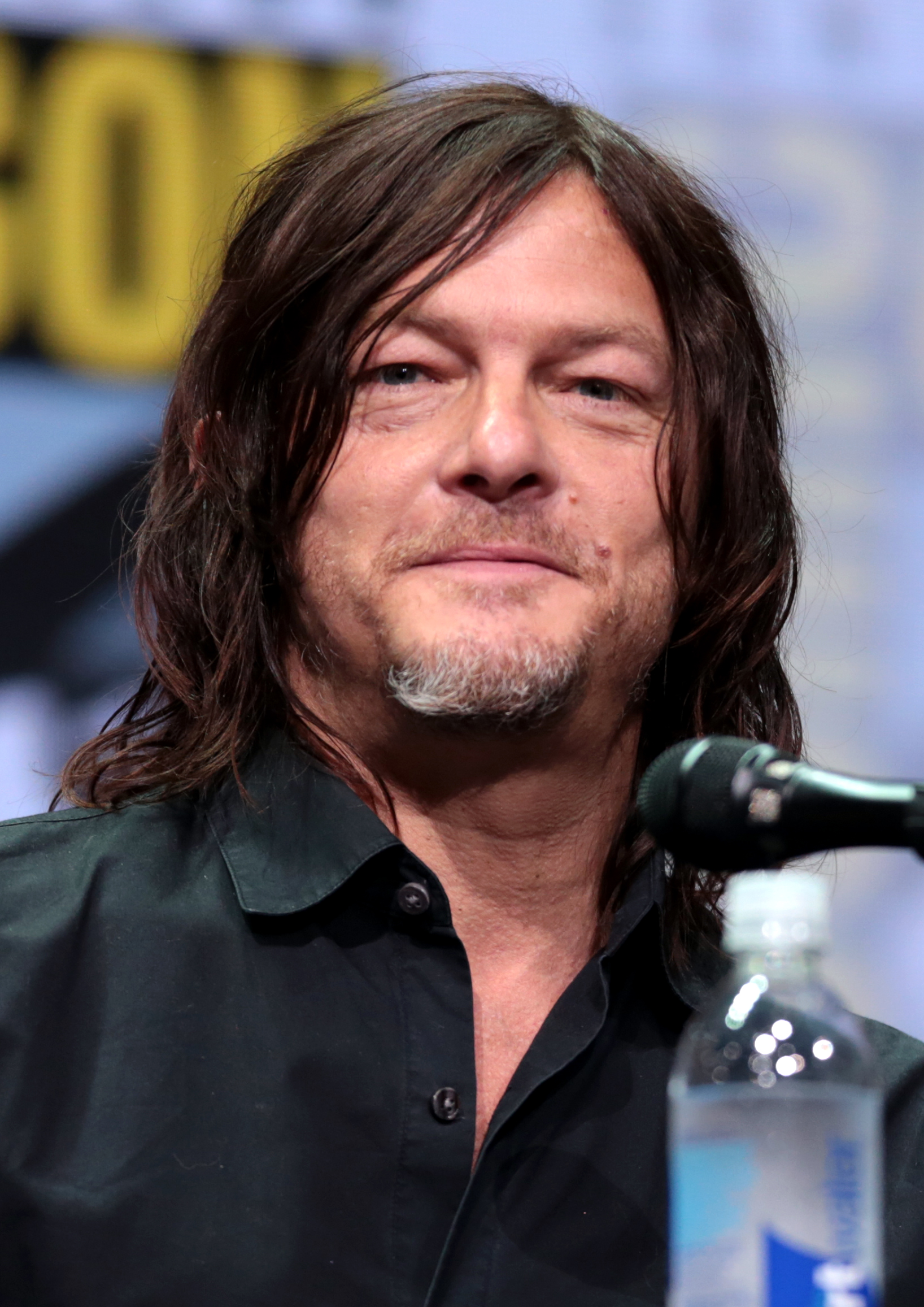
Norman Reedus
geboren in 1969

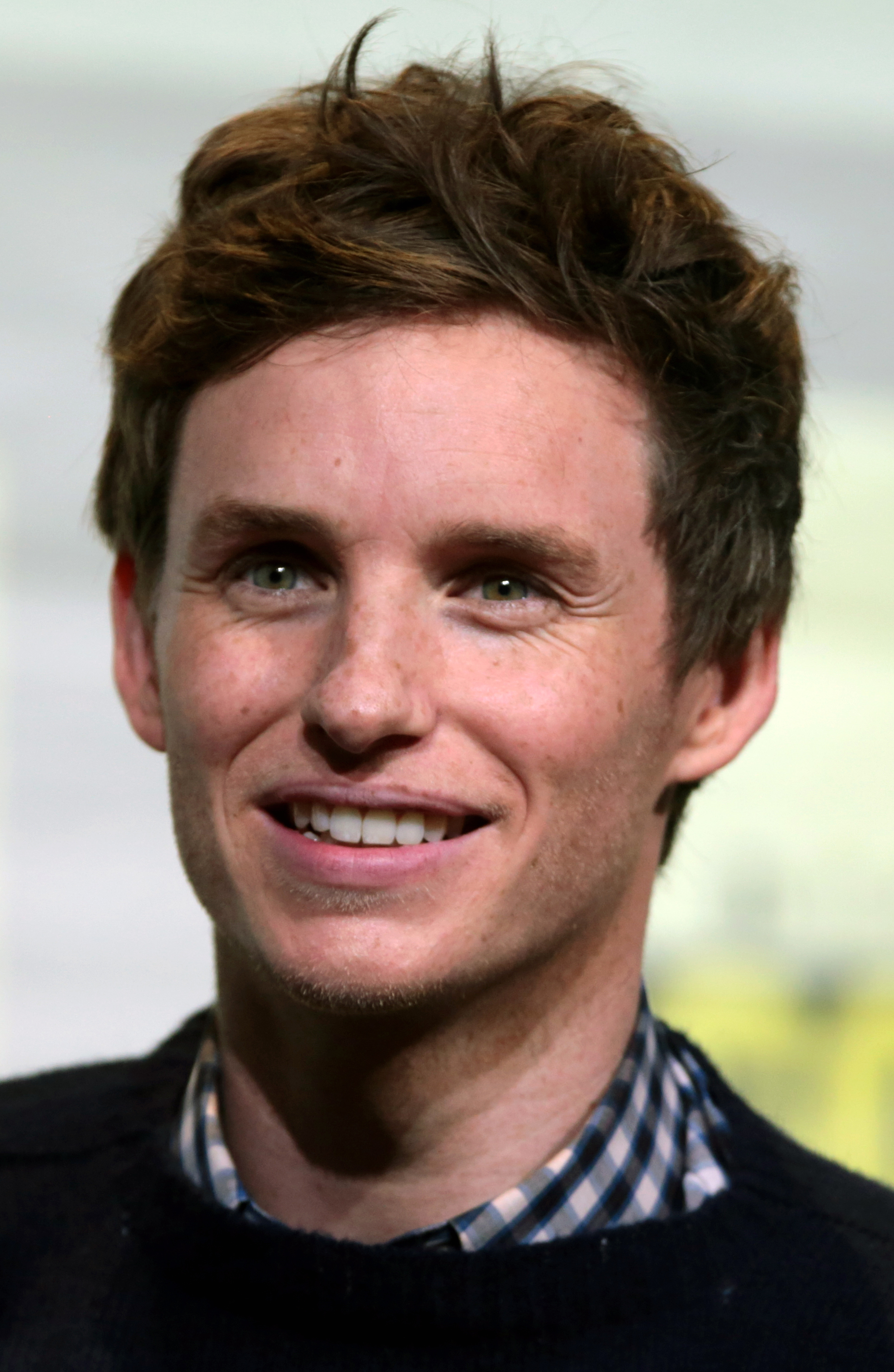
Eddie Redmayne
geboren in 1982

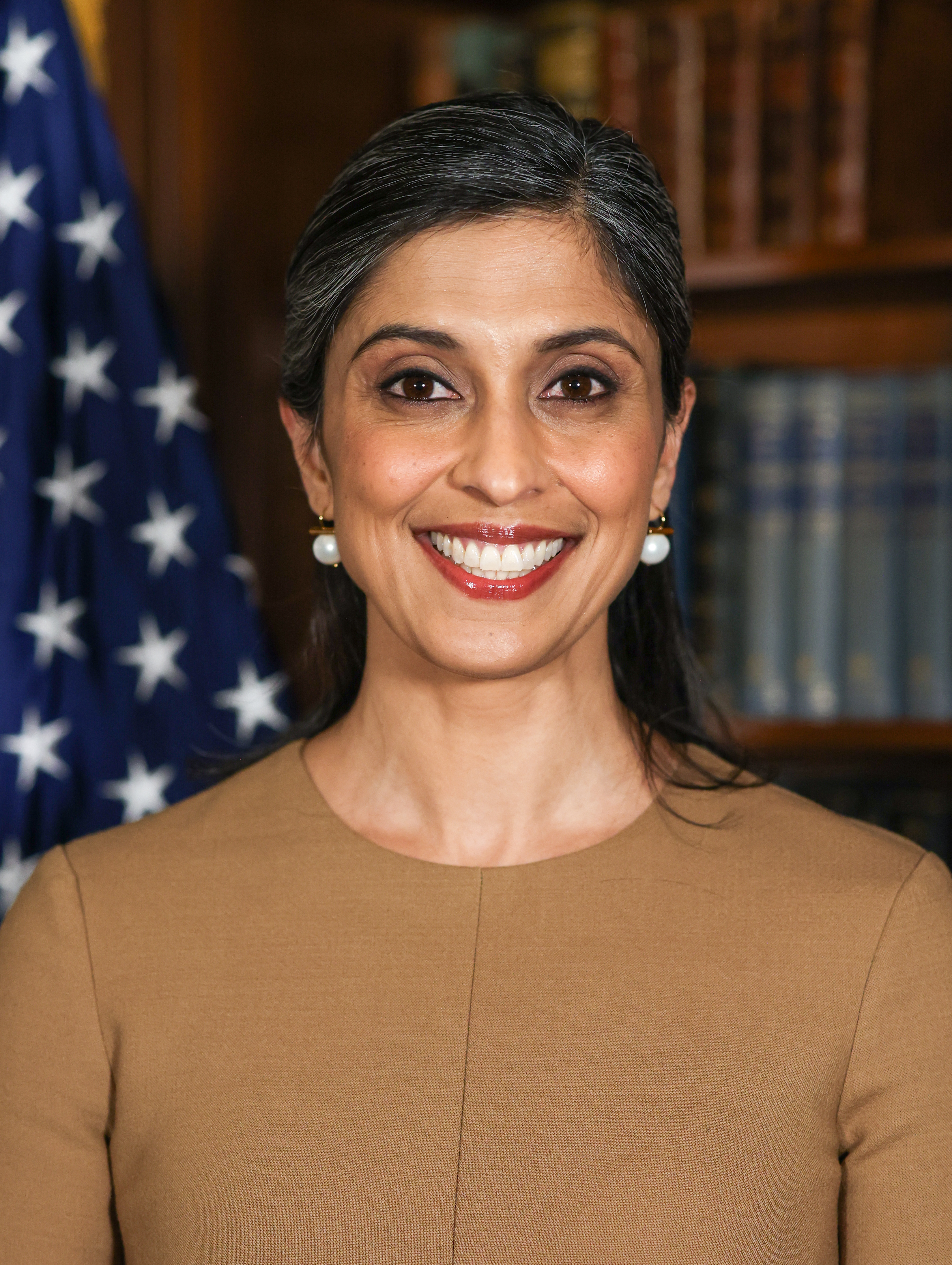
Usha Vance
geboren in 1986

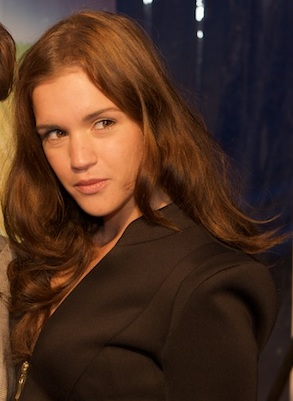
Marly van der Velden
geboren in 1988

- 1367 - Richard II, koning van Engeland (overleden 1400)
- 1493 - Olaus Petri, Zweeds kerkhervormer en humanist (overleden 1552)
- 1665 - Karel Lodewijk van Nassau-Saarbrücken, graaf van Nassau-Saarbrücken (overleden 1723)
- 1681 - Elisabeth Juliana Francisca van Hessen-Homburg, vorstin van Nassau-Siegen (overleden 1707)
- 1799 - Jedediah Smith, Amerikaans ontdekkingsreiziger (overleden 1831)
- 1822 - Heinrich Schliemann, Duits archeoloog (overleden 1890)
- 1828 - Jean-Louis Émile Boudier, Frans apotheker en mycoloog (overleden 1920)
- 1831 - Hubert Bellis, Belgisch kunstschilder (overleden 1902)
- 1835 - César Cui, Russisch componist (overleden 1918)
- 1838 - Max Bruch, Duits componist (overleden 1920)
- 1850 - Xaver Scharwenka, Duits componist, pianist en muziekpedagoog van Pools-Tsjechische afkomst (overleden 1924)
- 1853 - Clement Reid, Brits geoloog en paleontoloog (overleden 1916)
- 1861 - Chris Hooijkaas, Nederlands zeiler (overleden 1926)
- 1861 - Victor Horta, Belgisch architect (overleden 1947)
- 1868 - Vittorio Monti, Italiaans componist (overleden 1922)
- 1872 - Aleksandr Skrjabin, Russisch componist (overleden 1915)
- 1880 - Tom Mix, Amerikaans acteur (overleden 1940)
- 1890 - Freddy (Leon Aelter), Belgisch atleet (overleden ?)
- 1900 - Marie van Hohenzollern-Sigmaringen, koningin van Joegoslavië (overleden 1961)
- 1906 - Jaap Wagemaker, Nederlands kunstschilder (overleden 1972)
- 1912 - Jacques Ellul, Frans socioloog, filosoof en theoloog (overleden 1994)
- 1913 - Pierre Le Gloan, Frans gevechtspiloot uit de Tweede Wereldoorlog (overleden 1943)
- 1915 - Ibolya Csák, Hongaars atlete (overleden 2006)
- 1915 - Don Edwards, Amerikaans politicus (overleden 2015)
- 1916 - Hans Haasmann, Nederlands schoonspringer (overleden 2008)
- 1917 - Nivacir Innocencio Fernandes (King), Braziliaans voetballer
- 1920 - Hetty Blok, Nederlands actrice, cabaretière, regisseuse en zangeres (overleden 2012)
- 1922 - Teala Loring, Amerikaans actrice (overleden 2007)
- 1923 - Vladimir Kazantsev, Sovjet-Russisch atleet (overleden 2007)
- 1923 - Jacobo Timerman, Argentijns journalist, publicist, uitgever en mensenrechtenactivist (overleden 1999)
- 1924 - Dick Rathmann, Amerikaans autocoureur (overleden 2000)
- 1924 - Earl Scruggs, Amerikaans banjolegende (overleden 2012)
- 1925 - John DeLorean, Amerikaans ingenieur en autofabrikant (overleden 2005)
- 1925 - Jane Harvey, Amerikaans jazzzangeres (overleden 2013)
- 1926 - Pat Flaherty, Amerikaans autocoureur (overleden 2002)
- 1926 - Walter Sedlmayr, Duits acteur (overleden 1990)
- 1927 - Herman Emmink, Nederlands zanger en presentator (overleden 2013)
- 1928 - Cas Baas, Nederlands Bevelhebber der Luchtstrijdkrachten (overleden 2007)
- 1928 - Péter Bacsó, Hongaars filmregisseur (overleden 2009)
- 1928 - Roger Detry, Belgisch atleet
- 1931 - E.L. Doctorow, Amerikaans schrijver (overleden 2015)
- 1931 - Enrique Hormazábal, Chileens voetballer (overleden 1999)
- 1931 - Dickie Moore, Canadees ijshockeyspeler, zakenman en filantroop (overleden 2015)
- 1932 - Jesús Galdeano, Spaans wielrenner (overleden 2017)
- 1933 - Capucine, Frans actrice en model (overleden 1990)
- 1933 - Leszek Drogosz, Pools bokser en acteur (overleden 2012)
- 1933 - Justo Tejada, Spaans voetballer (overleden 2021)
- 1934 - Dick Schenkeveld, Nederlands hoogleraar Griekse taal- en letterkunde (overleden 2021)
- 1934 - Joop van Stigt, Nederlands architect (overleden 2011)
- 1936 - Anton Allemann, Zwitsers voetballer (overleden 2008)
- 1936 - Darlene Hard, Amerikaans tennisspeelster (overleden 2021)
- 1937 - Luigi Arienti, Italiaans wielrenner (overleden 2024)
- 1937 - Paolo Conte, Italiaans zanger
- 1937 - Ludvík Daněk, Tsjecho-Slowaaks atleet (overleden 1998)
- 1937 - Harri Holkeri, Fins politicus en diplomaat (overleden 2011)
- 1937 - Roberto Ongpin, Filipijns zakenman en politicus (overleden 2023)
- 1937 - Paramahamsa Tewari, Indiaas natuurkundige
- 1938 - Walter Boeykens, Belgisch dirigent, muziekpedagoog en klarinettist (overleden 2013)
- 1938 - Adriano Celentano, Italiaans zanger
- 1939 - Miroslav Moravec, Tsjechisch acteur (overleden 2009)
- 1939 - Valerij Lobanovskyj, Oekraïens voetbalcoach (overleden 2002)
- 1940 - Van McCoy, Amerikaans discoproducer (overleden 1979)
- 1941 - Philippe Busquin, Belgisch politicus
- 1941 - Schelte van Heemstra, Nederlands diplomaat (overleden 2023)
- 1943 - Terry Venables, Engels voetballer en voetbalcoach (overleden 2023)
- 1944 - Bonnie Franklin, Amerikaans actrice (overleden 2013)
- 1945 - Margrete Auken, Deens sognepræst en politica
- 1945 - Anja Meulenbelt, Nederlands schrijfster en feministe
- 1946 - Syd Barrett, Brits muzikant (overleden 2006)
- 1948 - Gaby De Geyter, Belgisch atleet
- 1948 - André Denys, Belgisch politicus (overleden 2013)
- 1949 - Rudolf van den Berg, Nederlands filmregisseur (overleden 2025)
- 1949 - Guy van Grinsven, Nederlands fotograaf, tijdschriftuitgever en presentator (overleden 2021)
- 1951 - Ben Knapen, Nederlands journalist, bestuurder en historicus
- 1951 - Jan Peumans, Belgisch politicus
- 1952 - Larry Booker, Amerikaans worstelaar (overleden 2003)
- 1952 - Lucas Klein, Nederlands kunstenaar
- 1953 - Gerrie van Gerwen, Nederlands wielrenner
- 1953 - Manfred Kaltz, Duits voetballer
- 1953 - Jett Williams, Amerikaans countryzangeres en songwriter
- 1953 - Malcolm Young, Australisch gitarist (overleden 2017)
- 1954 - Jean Eigeman, Nederlands politicus
- 1954 - Anthony Minghella, Brits filmregisseur (overleden 2008)
- 1955 - Rowan Atkinson, Brits acteur en komiek
- 1955 - René IJzerman, Nederlands voetballer
- 1955 - Patrick Lefevere, Belgisch wielrenner
- 1956 - Angus Deayton, Brits acteur en presentator
- 1956 - Tscheu La Ling, Nederlands voetballer
- 1957 - Marc Borra, Belgisch atleet
- 1958 - Shlomo Glickstein, Israëlisch tennisser
- 1959 - Kathy Sledge, Amerikaans zangeres
- 1960 - Paul Azinger, Amerikaans golfer
- 1960 - Janny Bakker, Nederlands bestuurder en politica
- 1960 - Nigella Lawson, Brits schrijfster en televisiepresentatrice
- 1961 - Jean-Paul Girres, Luxemburgs voetballer
- 1961 - Georges Jobé, Belgisch motorcrosser (overleden 2012)
- 1961 - Nicolaas Klei, Nederlands wijnschrijver (overleden 2025)
- 1963 - Jan Tytgat, Belgisch toxicoloog
- 1964 - Davide Ballardini, Italiaans voetballer en voetbalcoach
- 1964 - Lorne Cardinal, Canadees acteur en filmregisseur
- 1964 - Jacqueline Moore, Amerikaans professioneel worstelaar
- 1964 - Bas van Werven, Nederlands journalist en presentator
- 1965 - Bjørn Lomborg, Deens politicoloog, statisticus en publicist
- 1966 - Yvonne van Dorp, Nederlands atlete
- 1966 - Jens Köppen, Oost-Duits/Duits roeier
- 1966 - A.R. Rahman, Indiaas filmcomponist, multi-instrumentalist, producer en zanger
- 1966 - Bart Snels, Nederlands econoom en politicus
- 1966 - Carlos Weber, Argentijns volleyballer en volleybalcoach
- 1967 - Marcel Gerritsen, Nederlands mountainbiker en veldrijder
- 1967 - Tanja Jess, Nederlands actrice
- 1968 - Joey Lauren Adams, Amerikaans actrice
- 1969 - Barry Madlener, Nederlands politicus
- 1969 - Norman Reedus, Amerikaans acteur
- 1970 - Geert Brusselers, Nederlands voetballer
- 1970 - Elbert Dijkgraaf, Nederlands politicus (SGP) en hoogleraar
- 1971 - Nada Cristofoli, Italiaans wielrenster
- 1971 - Guillermo Quaini, Argentijns volleyballer
- 1971 - Karin Slaughter, Amerikaans auteur
- 1972 - Ipang (Irfan Fahri Lazuardy), Indonesisch zanger
- 1972 - Nek (Filippo Neviani), Italiaans zanger
- 1972 - Pascal Nouma, Frans voetballer
- 1972 - Dean Turner, Australisch rockmuzikant (overleden 2009)
- 1975 - Silvia Pepels, Nederlands triatlete
- 1975 - Ricardo Santos, Braziliaans beachvolleyballer
- 1976 - Amy Gillett, Australisch roeister en wielrenster (overleden 2005)
- 1976 - Matijs Jansen, Nederlands acteur
- 1976 - Danny Pintauro, Amerikaans acteur
- 1976 - Judith Rakers, Duits radiopresentatrice en journalist
- 1977 - Emily Hoyos, Belgisch politica
- 1977 - Mikkel Jensen, Deens voetballer
- 1978 - Cédric Roussel, Belgisch voetballer (overleden 2023)
- 1978 - Tara Spencer-Nairn, Canadees actrice
- 1979 - Souad Aït Salem, Algerijns atlete
- 1980 - Wassila Hachchi, Nederlands Marokkaans politica
- 1980 - Steed Malbranque, Frans voetballer
- 1981 - Noah Boeken, Nederlands pokerspeler
- 1981 - Rinko Kikuchi, Japans actrice
- 1981 - Jérémie Renier, Belgisch acteur
- 1982 - Gilbert Arenas, Amerikaans basketballer
- 1982 - Morgan Lander, Canadees muzikant
- 1982 - Eddie Redmayne, Brits acteur
- 1983 - Alexandre Pichot, Frans wielrenner
- 1984 - Belinda Goss, Australisch wielrenster
- 1984 - Zviad Izoria, Georgisch schaker
- 1984 - Kate McKinnon, Amerikaans actrice en comédienne
- 1984 - Jan Roodzant, Arubaans zwemmer
- 1985 - Abel Aguilar, Colombiaans voetballer
- 1985 - Valerio Agnoli, Italiaans wielrenner
- 1985 - Inge Vermeulen, Nederlands hockeyster (overleden 2015)
- 1986 - JayJay Boske, Nederlands rugbyspeler en televisiepresentator
- 1986 - Genet Getaneh, Ethiopisch atlete
- 1986 - Anna Gimbrère, Nederlands wetenschapsjournaliste en presentatrice
- 1986 - Eefje van Gorkum, Nederlands actrice
- 1986 - Petter Northug, Noors langlaufer
- 1986 - Joelia Tsjermosjanskaja, Russisch atlete
- 1986 - Irina Shayk, Russisch model
- 1986 - Alex Turner, Brits muzikant
- 1986 - Usha Vance,  second lady van de Verenigde Staten
- 1987 - Tan Miao, Chinees zwemster
- 1987 - Edino Steele, Jamaicaans atleet
- 1988 - Marly van der Velden, Nederlands actrice
- 1989 - Andy Carroll, Engels voetballer
- 1989 - Nicky Romero, Nederlands diskjockey
- 1989 - David Sigatsjov, Russisch autocoureur
- 1990 - Álex Bolaños, Spaans voetballer
- 1990 - João de Lucca, Braziliaans zwemmer
- 1991 - Will Barton, Amerikaans basketballer
- 1991 - Daniel Høegh, Deens voetballer
- 1991 - Román Ramos, Spaans motorcoureur
- 1991 - Jeroen Zoet, Nederlands voetbaldoelman
- 1992 - Sidni Hoxha, Albanees zwemmer
- 1992 - Ted van de Pavert, Nederlands voetballer
- 1992 - Diona Reasonover, Amerikaans actrice
- 1993 - Dorianne Aussems, Belgisch radiopresentatrice
- 1993 - Anna Gyarmati, Hongaars snowboardster
- 1995 - Michaela DePrince, Sierra Leonees-Amerikaans balletdanseres (overleden 2024)
- 1996 - Thiago Rodrigues da Silva, Braziliaans voetballer
- 1998 - Tabitha van Krimpen, Nedertlands theoloog
- 1999 - Jelena Radionova, Russisch kunstschaatsster
- 1999 - Eliza Scanlen, Australisch actrice
- 2000 - Lev Gonov, Russisch wielrenner
- 2000 - Iker Lecuona, Spaans motorcoureur
- 2002 - Kim Everaerts, Nederlands voetbalster
- 2003 - Max Mies, Nederlands zanger en acteur
- 2004 - Mila Lagcher, Nederlands voetbalster
- 2004 - Doriane Pin, Frans autocoureur
- 2005 - Bianca Schanssema, Nederlands handbalster
- 2006 - Nikita Bedrin, Russisch autocoureur
- 2006 - Toko Koga, Japans voetbalster

## Overleden

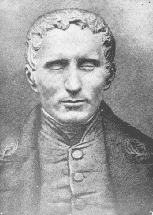
Louis Braille
overleden in 1852

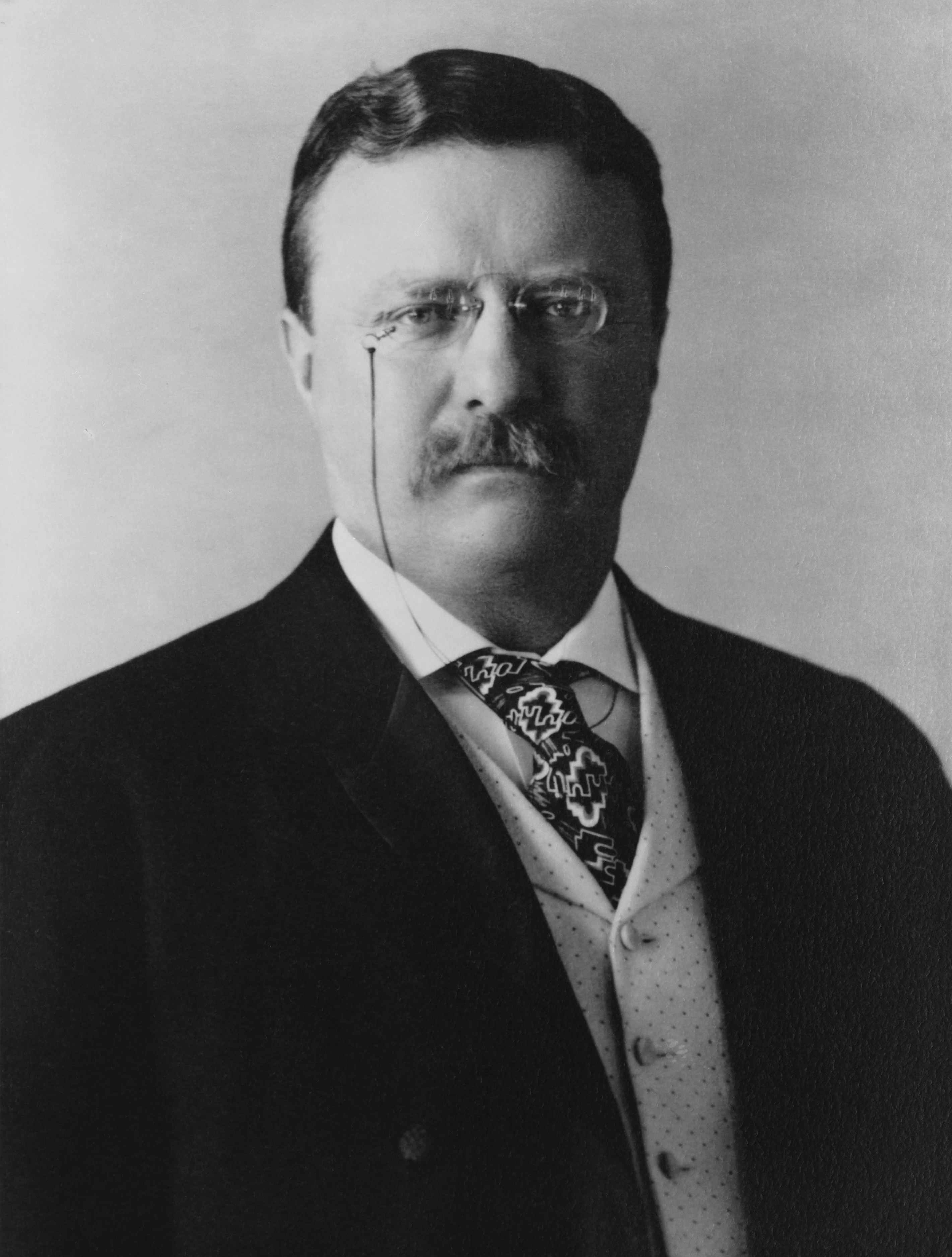
Theodore Roosevelt
overleden in 1919

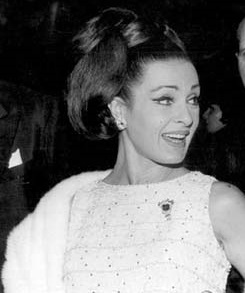
Silvana Pampanini
overleden in 2016

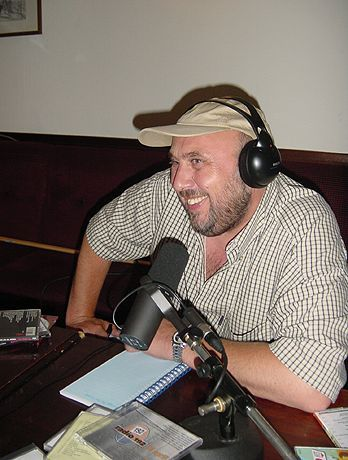
Peter van Dam
overleden in 2018

- 1358 - Geertrui van Oosten (58), Nederlands begijn
- 1849 - Hartley Coleridge (52), Engels dichter
- 1852 - Louis Braille (43), Frans uitvinder
- 1863 - Christiaan de Bie (70), Nederlands politiefunctionaris
- 1864 - John Clements Wickham (65), Schots ontdekkingsreiziger, marine-officier en magistraat
- 1884 - Gregor Mendel (61), Oostenrijks-Tsjechisch augustijn, stichter van de genetica
- 1905 - George Van Cleaf (24), Amerikaans waterpoloër
- 1918 - Georg Cantor (72), Duits wiskundige
- 1919 - Theodore Roosevelt (60), 26ste president van de Verenigde Staten
- 1928 - Alvin Kraenzlein (51), Amerikaans atleet
- 1930 - Cyrille Van den Bussche (76), Belgisch politicus
- 1937 - André (90), Canadees broeder die heilig verklaard is
- 1939 - Joe Arridy (23), Amerikaans terdoodveroordeelde die onterecht is geëxecuteerd
- 1942 - Emma Calvé (83), Frans sopraan
- 1945 - Edith Frank-Hollander (44), moeder van Anne Frank
- 1949 - Victor Fleming (59), Amerikaans filmregisseur
- 1954 - Roberto Gomes Pedrosa (40), Braziliaans voetbaldoelman
- 1957 - Emile Sevrin (91), Belgisch politicus
- 1957 - Jan Smorenburg (56), Nederlands collaborateur
- 1977 - William Gropper (79), Amerikaans cartoonist en kunstenaar
- 1979 - Hoyte Jolles (92), Nederlands schout-bij-nacht
- 1981 - Archibald Joseph Cronin (84), Brits (Schots) auteur en arts
- 1986 - Jan Halle (82), Nederlands voetballer
- 1989 - Jim Hurtubise (56), Amerikaans autocoureur
- 1990 - Ian Charleson (40), Brits acteur
- 1990 - Pavel Tsjerenkov (85), Russisch natuurkundige
- 1993 - Dizzy Gillespie (75), Amerikaans jazztrompettist
- 1993 - Roedolf Noerejev (54), Russisch danser
- 1994 - Fred Zinner (90), Belgisch atleet
- 1999 - Ntsu Mokhehle (80), Lesothaans politicus
- 2001 - Siep Martens (70), president van de Hoge Raad der Nederlanden
- 2001 - Pretaap Radhakishun (66), Surinaams politicus
- 2003 - Olle Bexell (93), Zweeds atleet
- 2003 - Peter de Smet (58), Nederlands striptekenaar
- 2005 - Makgatho Mandela (54), zoon van Nelson Mandela
- 2005 - Tarquinio Provini (72), Italiaans motorcoureur
- 2006 - Jacques Félix (82), Frans poppenspeler
- 2006 - Comandanta Ramona (47), Mexicaans opstandelingenleidster
- 2006 - Lou Rawls (72), Amerikaans soulzanger
- 2007 - Yvon Durelle (77), Brits bokser
- 2007 - Frédéric Etsou-Nzabi-Bamungwabi (76), Congolees kardinaal-aartsbisschop van Kinshasa
- 2009 - Róbert Ilosfalvy (81), Hongaars operazanger
- 2011 - Gary Mason (48), Brits bokser
- 2011 - Uche Okafor (43), Nigeriaans voetballer
- 2011 - Maurice Peiren (73), Belgisch atleet
- 2011 - Raymond Steylaerts (77), Belgisch biljarter
- 2012 - Cor van der Klugt (86), Nederlands Philips-topman
- 2012 - W. Francis McBeth (78), Amerikaans componist, muziekpedagoog en dirigent
- 2013 - Gerard Helders (107), Nederlands politicus
- 2013 - Madanjeet Singh (88), Indiaas schilder, fotograaf, schrijver, filantroop en diplomaat
- 2013 - Bart Van den Bossche (48), Belgisch zanger en presentator
- 2014 - Larry D. Mann (91), Canadees-Amerikaans (stem)acteur
- 2014 - H. Owen Reed (103), Amerikaans componist, muziekpedagoog, musicoloog en dirigent
- 2014 - Rubbes (83), Belgisch reclameschilder en volksfiguur
- 2014 - Mónica Spear (29), Venezolaans model en actrice
- 2015 - Michał Hernik (39), Pools motorcoureur
- 2015 - Louis Olivier (91), Belgisch politicus
- 2016 - Pat Harrington jr. (86), Amerikaans acteur
- 2016 - Christy O'Connor jr. (67), Iers golfprofessional
- 2016 - Silvana Pampanini (90), Italiaans actrice
- 2016 - Yves Vincent (94), Frans acteur
- 2017 - Om Puri (66), Indiaas acteur
- 2018 - Horace Ashenfelter (94), Amerikaans atleet
- 2018 - Peter van Dam (65), Belgisch radio-dj
- 2018 - Antonio Angelillo (80), Argentijns voetballer
- 2019 - Bea Vianen (83), Surinaams schrijfster
- 2020 - Michel Didisheim (89), Belgisch kabinetschef
- 2020 - Luís Morais (89), Braziliaans voetbaldoelman
- 2021 - Danilo Lim (65), Filipijns generaal en politicus
- 2022 - Peter Bogdanovich (82), Amerikaans acteur en filmregisseur
- 2022 - Jan Fontijn (85), Nederlands neerlandicus en literatuurwetenschapper
- 2022 - Janny Jalving (98), Nederlands kunstschilderes
- 2022 - F. Sionil José (97), Filipijns auteur
- 2022 - Sidney Poitier (94), Bahamaans-Amerikaans acteur
- 2023 - Gianluca Vialli (58), Italiaans voetballer en voetbaltrainer
- 2024 - Fernando Capalla (89), Filipijns aartsbisschop
- 2024 - Jackie Loomans (71), Belgisch rallyrijder en ondernemer
- 2025 - Henny Eman (76), Arubaans politicus; eerste premier van Aruba

## Viering/herdenking
- Rooms-katholieke kalender:

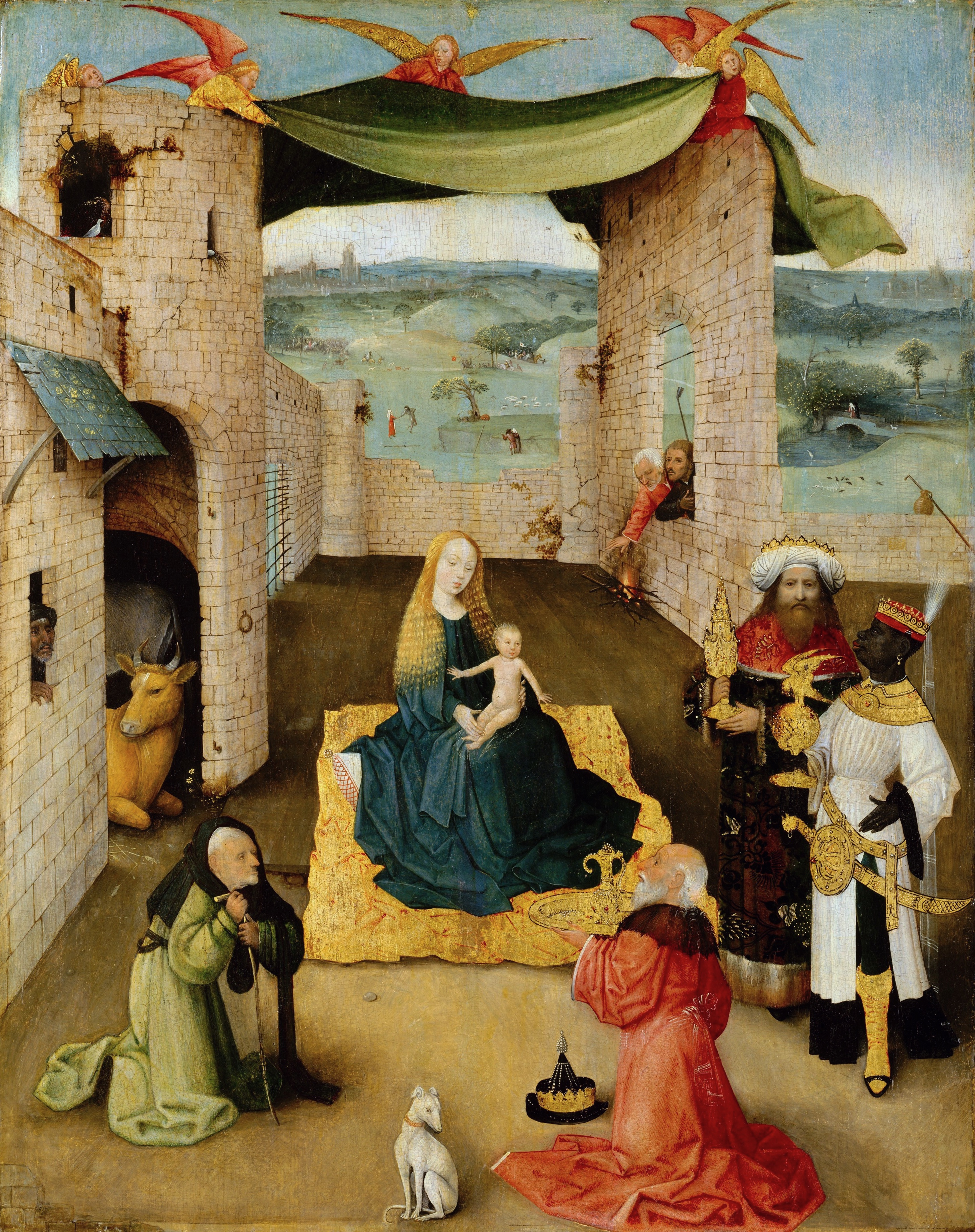
Driekoningen

  - Driekoningen/Epifanie (Openbaring van de Heer) - Hoogfeest
  - Heilige Macra van Reims († 287)
  - Heilige Melanius († 535)
  - Heilige Wiltrudis van Bergen († c. 986)
  - Heilige Erminold van Prüfening († 1121)
  - Heilige Johannes van Ribera († 1611)
  - Heilige Raphaela Maria Porras († 1925)
  - Heilige Broeder André, Canadees kloosterling († 1937)
  - Heilige Andreas Corsini († 1374)
  - Zalige Geertrui van Oosten, Nederlands begijn († 1358)
  - Zalige Maria Repetto († 1890)
  - Zalige Rita Amada de Jesus († 1913)
- Koppermaandag
- In Italië brengt Befana cadeautjes rond

## Weerextremen

### Nederland
| | Officiële records | Officiële records | Officiële records |      | Landelijke records | Landelijke records | Landelijke records             |
| Gebeurtenis | Jaar              | Extreem           | Locatie           | Jaar | Extreem            | Locatie            |                                |
| --- | ----------------- | ----------------- | ----------------- | ---- | ------------------ | ------------------ | ------------------------------ |
| Laagste etmaalgemiddelde temperatuur (°C) | 1979              | −11,0             | De Bilt           |      | 1971               | −12,8              | Eelde                          |
| Hoogste etmaalgemiddelde temperatuur (°C) | 2014              | 11,3              | De Bilt           |      | 2014               | 11,9               | Ell, Westdorpe, Woensdrecht    |
| Laagste minimumtemperatuur (°C) | 1979              | −17,0             | De Bilt           |      | 2009               | −20,8              | Ell                            |
| Hoogste minimumtemperatuur (°C) | 2023              | 9,3               | De Bilt           |      | 2023               | 10,4               | Westdorpe, Woensdrecht         |
| Laagste maximumtemperatuur (°C) | 1901              | −8,0              | De Bilt           |      | 1947               | −9,5               | Eelde                          |
| Hoogste maximumtemperatuur (°C) | 2014              | 14,5              | De Bilt           |      | 1999               | 14,8               | Maastricht                     |
| Hoogste uurgemiddelde windsnelheid (m/s) | 1928              | 21,6              | De Bilt           |      | 1932 1988 1991     | 23,1               | Vlissingen IJmuiden Huibertgat |
| Hoogste windstoot (m/s) | 1958              | 27,3              | De Bilt           |      | 1991               | 30,9               | De Kooy                        |
| Langste zonneschijnduur (uur) | 1920, 2009        | 6,8               | De Bilt           |      | 2017               | 7,2                | Maastricht                     |
| Langste neerslagduur (uur) | 2011              | 16,8              | De Bilt           |      | 1993               | 20,7               | Twenthe                        |
| Hoogste etmaalsom van de neerslag (mm) | 1932              | 24,3              | De Bilt           |      | 1932               | 24,3               | De Bilt                        |
| Laagste etmaalgemiddelde relatieve vochtigheid (%) | 1947              | 56                | De Bilt           |      | 1947               | 54                 | Maastricht                     |
| Laagste uurwaarde luchtdruk op zeeniveau (hPa) | 1912              | 975,0             | De Bilt           |      | 1912               | 974,4              | Maastricht                     |
| Hoogste uurwaarde luchtdruk op zeeniveau (hPa) | 2017              | 1041,5            | De Bilt           |      | 2017               | 1042,2             | Twenthe                        |
| Officiële records worden altijd gemeten op het KNMI-weerstation in De Bilt. Landelijke records kunnen worden gemeten op elk officieel KNMI-weerstation in Nederland. |                   |                   |                   |      |                    |                    |                                |

Uitzonderlijke gebeurtenissen
- 1967 - Officieel laagste minimumtemperatuur in °C van het jaar gemeten in De Bilt: −12,4. Samen met 7 januari
- 2024 - Eerste landelijke vorstdag van het jaar gemeten in Eelde, Hoogeveen, Lauwersoog, Leeuwarden, Marknesse, Nieuw Beerta en Stavoren (minimumtemperatuur < 0°C op een officieel weerstation)

### België
Dagrecords
- 1979 - Laagste etmaalgemiddelde temperatuur −9,4 °C
- 1999 - Hoogste etmaalgemiddelde temperatuur 11,4 °C
- 1985 - Laagste minimumtemperatuur −12,9 °C
- 1999 - Hoogste maximumtemperatuur 14 °C
- 1886 - Hoogste etmaalsom van de neerslag 32 mm

<< · 1 · 2 · 3 · 4 · 5 · 6 · 7 · 8 · 9 · 10 · 11 · 12 · 13 · 14 · 15 · 16 · 17 · 18 · 19 · 20 · 21 · 22 · 23 · 24 · 25 · 26 · 27 · 28 · 29 · 30 · 31 · >>